# Alternative TV
Pour les articles homonymes, voir ATV.
Alternative TV ou ATV est un groupe de punk rock britannique, originaire de Londres, en Angleterre.

## Biographie

### Première période (1976–1979)
Lorsqu'il sort en 1976 le fanzine Sniffin' Glue, consacré à cette nouvelle forme d'agitation à la fois musicale et politique, Mark Perry s'attire l'attention de toute la scène punk anglaise. Continuant sur sa lancée, il met ses idées en application et fonde l'année suivante le groupe Alternative TV,, et finit même par s'y consacrer exclusivement, abandonnant vite les publications d'une revue qui entrera dans la légende malgré sa courte existence.
Les collaborateurs et membres du groupe seront très nombreux mais le noyau essentiel est formé de Perry et Alex Fergusson, qui reconnaissent parmi leurs influences premières le groupe Can ou les rythmes issus du reggae.  La première apparition scénique du groupe se fait à Nottingham en soutien au groupe The Adverts.
Le premier disque d'ATV est le single Love Lies Limp, un disque flexi aux accents de manifeste politique nihiliste inclus dans le dernier numéro de Sniffin' Glue. Perry et Fergusson y sont accompagnés de John Towe (ancien membre de Generation X) et Tyrone Thomas. Towe rejoint rapidement un autre groupe et Chris Bennett le remplace. C'est cette déclinaison du groupe qui sera pour certains fans la personnification même de l'ère punk. Ils sortent peu de temps après, en décembre 1977, le single How Much Longer / You Bastard, la face A étant une critique de l'apathie de la jeunesse.
Alternative TV sort ensuite un nouveau single intitulé Life After Life, dans lequel se ressent l'influence du dub, puis en 1978 un premier album The Image Has Cracked, expérimental et déchainé, produit par John Cale et acclamé par la critique. Il contraste avec la production punk de cette même année, alors que le punk est peu à peu phagocyté par l'industrie discographique. Avec son deuxième album Vibing Up the Senile Man, le groupe prend une direction plus expérimentale, qui détourne une grande partie des fans de la première heure et reçoit un accueil globalement défavorable. Après la sortie de l'album Strange Kicks en 1981, Fergusson se trouve en conflit avec Perry à propos de la direction (ou plutôt de l'absence de direction) suivie par le groupe et s'en va fonder Psychic TV avec l'ex-Throbbing Gristle Genesis P-Orridge.

### Deuxième période (1985–2004)
Entre 1981 et 1984, Perry collabore notamment avec Karl Blake (de Lemon Kittens) et Grant Showbiz dans son nouveau projet Reflections, avant de se consacrer plus entièrement à la production. L'année suivante, en 1985, il relance ATV, dont les activités scéniques et discographiques se poursuivront de façon sporadique pendant près d'une décennie; la formation connaîtra des changements incessants de personnel, Perry restant le membre permanent.
Le label Lost Moment Records sort en 2001, l'album studio Revolution, suivi en 2003 du bootleg officiel Viva La Rock'n Roll, qui réunit des performances live réalisées au Royaume-Uni, en France, en Allemagne et aux États-Unis. En 2004, Perry enregistre une version du classique des Ramones Now I Wanna Sniff Some Glue, qui sortira en single sur le même label et figurera sur une compilation d'un label argentin en hommage au groupe emblématique.

### Troisième période (depuis 2014)
Leur premier album studio en 14 ans, Opposing Forces, est publié aux labels Lost Moment/Public Domain le 10 juillet 2015.

## Discographie

### Albums studio
- 1978 : The Image Has Cracked
- 1978 : Vibing Up The Senile Man (Part One)
- 1980 : Action Time Vision
- 1981 : Strange Kicks'
- 1987 : Peep Show(réédité en CD en 1996 chez Overground [OVER54CD])
- 1990 : Dragon Love
- 1994 : My Life As a Child Star (réédité en CD en 1995 par Feel Good All Over, [FGAO16])
- 1996 : Punk Life
- 2015 : Opposing Forces

### Splits
- 1978 : What You See Is What You Are (LP live, en collaboration avec Here and Now)
- 1980 : Scars on Sunday (split avec The Good Missionaries)
- 1980 : An Ye As Well (split avec The Good Missionaries)

### Compilations
- 1979 : Live at the Rat Club '77 (album live)
- 1989 : Splitting In 2 - Selected Viewing
- 1993 : Live 1978 (album live)
- 1994 : The Image Has Cracked - The Alternative TV Collection
- 1995 : The Radio Sessions
- 1996 : The Industrial Sessions 1977
- 1998 : Vibing Up The Senile Man - The Second Alternative TV Collection

### EP et singles
- 1977 : Love Lies Limp
- 1977 : How Much Longer
- 1977 : Life After Life
- 1978 : Action Time Vision
- 1978 : Life/Love Lies Limp
- 1979 : The Force Is Blind
- 1981 : The Ancient Rebels
- 1981 : Communicate
- 1986 : Welcome To The End of Fun
- 1986 : Love/Sex EP
- 1987 : My Baby's Laughing (Empty Summer's Dream)
- 1990 : The Sol EP
- 1994 : Best Wishes
- 1995 : Purpose In My Life